# Нітрофоска

Нітрофоска виробництва "Рівнеазот"

Нітрофоска — складне мінеральне азотно-фосфорно-калійне добриво. Від нітроамофоски відрізняється підвищеним вмістом азоту, та вмістом невеликої кількості сульфатів. Азоту містить 35-52%, фосфор і калій в різних співвідношеннях, нітрофоска деяких інших виробників включає також невелику кількість 2-5% сульфатів (сірки). 

## Виробництво
Нітрофоска виробляється методом нейтралізації суміші фосфорної і сірчаної кислот аміаком з додаванням хлористого калію і рідкого азотного добрива, з подальшою грануляцією і сушкою. 

## Використання
Застосовується як основне і передпосівне мінеральне добриво на будь-яких ґрунтах і під усі культури. Нітрофоску використовують при посіві буряків, картоплі та інших культур, що вимагають калій. 
У зв'язку з незначною концентрацією фосфору, добриво широко застосовується на ґрунтах з високим вмістом фосфору або після фосфоритування. Підвищений вміст амонійного азоту в нітрофоски скорочує втрати азоту від вимивання з ґрунту і сприяє тривалому азотному живлення с/г культур.
Зміст всіх живильних компонентів в одній гранулі забезпечує рівномірність розподілу діючих речовин в ґрунті, що сприяє дружному появи сходів і інтенсивному розвитку рослин. 
Сірка, внесена спільно з азотом, бере участь в процесі синтезу білків і сприяє підвищенню ефективності засвоєння азоту.